# Знайденова Оксана Валеріївна
Оксана Валеріївна Знайденова (нар. 16 квітня 1983, Могильов, Білоруська РСР, СРСР) — білоруська футболістка, півзахисниця. Майстер спорту України і Білорусі.

## Клубна кар'єра
Футболом почала займатися з 1997 року. Починала свою кар'єру у клубі «Надія-Ліфтмаш» з рідного Могильова. 
2005 року переїхала до України, того ж року дебютувала в чіночому чемпіонаті України. У 2006 році перейшла до «Нафтохіміка», дебютними голами за який відзначилася на 20, 30, 42 та 85-й хвилинах переможного (12:0) домашнього поєдинку 1-о туру чемпіонату України проти столичного «Атексу». У команді провела три сезони, відзначилася 23-а голами в чемпіонаті України. Разом з калуським кубом у 2007 році вигравала чемпіонат України, ще двічі ставла бронзовою призеркою чемпіонату України.
У 2009 році перейшла до «Житлобуду-1», за який дебютувала 11 травня 2009 року в програному (0:1) виїзному поєдинку 3-о туру чемпіонату України проти чернігівської «Легенди». Оксана вийшла на поле на 62-й хвилині, замінивши Галину Михайленко. Дебютним голом у футболці харківського клубу відзначилася 18 жовтня 2009 року на 76-й хвилині переможного (8:0) виїзного поєдинку 13-о туру чемпіонату України проти київського «Атексу». Знайденова вийшла на поле на 63-й хвилині, замінивши Таісію Нестеренко. У команді відіграла 10 сезонів, за цей час у чемпіонаті України відзначилася 24-а голами у 85 поєдинках. По завершенні сезону 2017/18 залишила «Житлобуд-1».

## Кар'єра в збірній
Викликалася до дівочої збірної Білорусі WU-19, за яку дебютувала 9 вересня 2000 року в програному (1:2) поєдинку чемпіонату Європи проти одноліток зі Словенії.

## Досягнення
«Надія-Ліфтмаш»
- Вища ліга чемпіонату України
  -  Срібний призер (1): 2005
  -  Бронзовий призер (1): 2004

- Кубок Білорусі
  -  Володар (1): 2004

- Суперкубок Білорусі
  -  Володар (1): 2005

«Нафтохімік» (Калуш)
- Вища ліга чемпіонату України
  -  Чемпіон (1): 2007
  -  Бронзовий призер (2): 2006, 2008

«Житлобуд-1»
- Вища ліга чемпіонату України
  -  Чемпіон (6): 2011, 2012, 2013, 2014, 2015, 2018
  -  Срібний призер (4): 2009, 2010, 2016, 2017

- Кубок України
  -  Володар (7): 2010, 2011, 2013, 2014, 2015, 2016, 2018
  -  Фіналіст (1): 2009